# Nagaoka-kyō
Nagaoka-kyō (長岡京?) fue la capital de Japón desde 784 hasta 794. Su ubicación ha sido informada en el distrito de Otokuni, provincia de Yamashiro y en la ciudad de Nagaokakyō en la prefectura de Kioto, ciudad que tomó el nombre de la antigua capital. Partes de esta capital estuvieron en la ciudad de Nagaokakyō, así como en los barrios de Mukō-ku y Nishiyō-ku en la ciudad de Kioto.
En 784, el Emperador Kanmu trasladó la capital desde Heijō-kyō (actual Nara). Según el Shoku Nihongi, su razón del traslado fue que la nueva ubicación tenía mejores rutas acuáticas. Otras explicaciones estuvieron, el deseo de escapar del poder de las cortes y el clero budista y la expulsión de los inmigrantes de la que su madre era descendiente.
En el 785, el administrador en cargo de la nueva capital, Fujiwara no Tanetsugu, fue asesinado. El hermano del emperador, el Príncipe Sawara estuvo implicado y exiliado en la provincia de Awaji, en donde murió rumbo a ese lugar.
En el 794, el Emperador Kanmu trasladó la capital a Heian-kyō (en el centro de la actual ciudad de Kioto). Entre las razones estuvieron las frecuentes inundaciones de los ríos que prometían un mejor transporte, las enfermedades causadas por las inundaciones, que llegaron a afectar a la Emperatriz y al Príncipe de la Corona y el miedo del espíritu del Príncipe Sawara.
Las excavaciones del lugar comenzaron en 1954 y revelaron los restos de una puerta en la residencia imperial.
| Predecesor: Heijō-kyō (Nara) | Capital de Japón 784-794 | Sucesor: Heian-kyō (Kioto) |

- Datos: Q1052803
- Multimedia: Nagaoka-kyō / Q1052803